# Campeonato Europeo de Flying Dutchman
El Campeonato Europeo de Flying Dutchman es la máxima competición de la clase de vela Flying Dutchman a nivel europeo. Se realiza anualmente desde 1955 bajo la organización de la Federación Europea de Vela (EUROSAF). Este tipo de embarcación fue una clase olímpica desde los Juegos Olímpicos de Roma 1960 hasta los de Barcelona 1992.

## Palmarés
| N.º    | Año       | Sede                          | Oro                                                 | Plata                                              | Bronce                                             |
| ------ | --------- | ----------------------------- | --------------------------------------------------- | -------------------------------------------------- | -------------------------------------------------- |
| I      | 1955      | ND                            | Paul Elvstrøm Aage Birch Dinamarca                  | —                                                  | —                                                  |
| II     | 1956      | ND                            | Vittorio Porta · Beppe Barnao · Italia              | —                                                  | —                                                  |
| III    | 1957      | ND                            | Pierre Siegenthaler · Michel Buzzi · Suiza          | —                                                  | —                                                  |
| —      | 1958      | —                             | No realizado                                        | No realizado                                       | No realizado                                       |
| IV     | 1959      | Juelsminde ( Dinamarca)       | Detlev Kreidel Joachim Möller RFA                   | Harald Fereberger · Gottfried Praxmarer · Austria  | Adrian Jardine Angus Fryer Reino Unido             |
| V      | 1960      | Sandhamn · ( Suecia)          | Hans Fogh Ole Erik Petersen Dinamarca               | Pierre Siegenthaler · Michel Buzzi · Suiza         | William Dawes James Ramus Reino Unido              |
| VI     | 1961      | Attersee · ( Austria)         | Pierre Siegenthaler · Michel Buzzi · Suiza          | Hans-Joachim Kadelbach RFA                         | Ben Verhagen · Jacob Helder · Países Bajos         |
| VII    | 1962      | Muiden · ( Países Bajos)      | N. Wooderson Johnson Christopher Davies Reino Unido | Peder Lunde · Noruega                              | Jean-Michel Auclair Francia                        |
| —      | 1963      | —                             | No realizado                                        | No realizado                                       | No realizado                                       |
| VIII   | 1964      | Whitstable ( Reino Unido)     | Keith Musto Arthur Morgan Reino Unido               | Hans Fogh Ole Erik Petersen Dinamarca              | Karl Geiger · Werner Fischer · Austria             |
| —      | 1965      | —                             | No realizado                                        | No realizado                                       | No realizado                                       |
| IX     | 1966      | Horten · ( Noruega)           | John Oakeley David Hunt Reino Unido                 | Keith Musto Arthur Morgan Reino Unido              | Alain Draeger Gavier Francia                       |
| X      | 1967      | Bandol ( Francia)             | John Oakeley David Hunt Reino Unido                 | Rodney Pattisson Iain MacDonald-Smith Reino Unido  | Karl Geiger · Werner Fischer · Austria             |
| XI     | 1968      | Balatonfüred · ( Hungría)     | Rodney Pattisson Iain MacDonald-Smith Reino Unido   | Bertrand Cheret Bruno Trouble Francia              | Ben Verhagen · Nicolaas de Jong · Países Bajos     |
| XII    | 1969      | ND                            | Rodney Pattisson Iain MacDonald-Smith Reino Unido   | ND                                                 | ND                                                 |
| XIII   | 1970      | Mar Menor ( España)           | Rodney Pattisson Iain MacDonald-Smith Reino Unido   | Herbert Hüttner Dietmar Gedde RDA                  | Carlo Massone · Italia                             |
| XIV    | 1971      | ND                            | Rodney Pattisson Julian Brooke-Houghton Reino Unido | ND                                                 | ND                                                 |
| XV     | 1972      | Medemblik · ( Países Bajos)   | Rodney Pattisson Christopher Davies Reino Unido     | Ullrich Libor Peter Naumann RFA                    | Fred Imhoff · Simon Korver · Países Bajos          |
| XVI    | 1973      | Thun · ( Suiza)               | Herbert Hüttner Ulf Pagenkopf RDA                   | Fröbe Mayer RDA                                    | Marc Pajot Yves Pajot Francia                      |
| XVII   | 1975      | Travemünde ( RFA)             | Rodney Pattisson Julian Brooke-Houghton Reino Unido | Albert Batzill Rudolf Batzill RFA                  | Jörg Hotz · André Nicolet · Suiza                  |
| XVIII  | 1976      | Hyères ( Francia)             | Hans Fogh · Evert Bastet · Canadá                   | Uwe Steingroß Jörg Schramme RDA                    | Jörg Diesch Eckart Diesch RFA                      |
| —      | 1977–1981 | —                             | No realizados                                       | No realizados                                      | No realizados                                      |
| XIX    | 1982      | Sankt Moritz · ( Suiza)       | Jørgen Bojsen-Møller Jacob Bojsen-Møller Dinamarca  | Jörg Diesch Eckart Diesch RFA                      | Peter Wiesner Thomas Dressendörfer RFA             |
| XX     | 1986      | Rijeka ( Yugoslavia)          | Jörg Diesch Eckart Diesch RFA                       | Frank McLaughlin · John Millen · Canadá            | Saburo Sato Tatsuya Wakinaga Japón                 |
| XXI    | 1987      | Horten · ( Noruega)           | Thierry Berger Vincent Berger Francia               | Jørgen Bojsen-Møller Jacob Bojsen-Møller Dinamarca | Luis Doreste Blanco · Andor Serra · España         |
| XXII   | 1988      | Palma de Mallorca · ( España) | Luis Doreste Blanco · Miguel Noguer · España        | Ole Petter Pollen · Erik Bjørkum · Noruega         | Albert Batzill Peter Lang RFA                      |
| XXIII  | 1989      | Balatonfüred · ( Hungría)     | Tamás Pomucz · Béla Argay · Hungría                 | Ulf Lehmann Stefan Mädicke RDA                     | Jörn Borowski Matthias Kroh RDA                    |
| XXIV   | 1990      | Laredo · ( España)            | Gueorgui Shaiduko Viktor Budantsev URSS             | Luis Doreste Blanco · Domingo Manrique · España    | Andreas Willim Carsten Kemmling RFA                |
| XXV    | 1991      | Abersoch ( Reino Unido)       | Luca Santella · Flavio Grassi · Italia              | Luis Doreste Blanco · Domingo Manrique · España    | Albert Batzill · Peter Lang · Alemania             |
| XXVI   | 1992      | Tolón ( Francia)              | Thierry Berger Vincent Berger Francia               | Luis Doreste Blanco · Domingo Manrique · España    | Frank McLaughlin · John Millen · Canadá            |
| XXVII  | 1994      | Neusiedl am See · ( Austria)  | Jørgen Bojsen-Møller Jacob Bojsen-Møller Dinamarca  | Andreas Plettner · Mark Dickmann · Alemania        | Ian McCrossin James Cook Australia                 |
| XXVIII | 1997      | Mar Menor · ( España)         | Szabolcs Majthényi · András Domokos · Hungría       | Michael Dorrer · Josef Seebauer · Alemania         | Andreas Gillwald · Martin Romberg · Alemania       |
| XXIX   | 2000      | Rio Marina · ( Italia)        | Szabolcs Majthényi · András Domokos · Hungría       | Hans-Peter Schwarz · Roland Kirst · Alemania       | Jørgen Schønherr Jørgen Bojsen-Møller Dinamarca    |
| XXX    | 2003      | Dervio · ( Italia)            | Jørgen Bojsen-Møller Jacob Bojsen-Møller Dinamarca  | Hans-Peter Schwarz · Roland Kirst · Alemania       | Szabolcs Majthényi · András Domokos · Hungría      |
| XXXI   | 2006      | Neusiedl am See · ( Austria)  | Szabolcs Majthényi · András Domokos · Hungría       | Jørgen Bojsen-Møller Jacob Bojsen-Møller Dinamarca | Dirk Bogumil · Michael Lisken · Alemania           |
| XXXII  | 2008      | Rabac · ( Croacia)            | Jørgen Bojsen-Møller Jacob Bojsen-Møller Dinamarca  | Szabolcs Majthényi · András Domokos · Hungría      | Norman Rydge Richard Scarr Australia               |
| XXXIII | 2012      | Altea · ( España)             | Szabolcs Majthényi · András Domokos · Hungría       | Jørgen Bojsen-Møller Jacob Bojsen-Møller Dinamarca | Enno Kramer · Ard Geelkerken · Países Bajos        |
| XXXIV  | 2015      | Umag · ( Croacia)             | Szabolcs Majthényi · András Domokos · Hungría       | Enno Kramer · Ard Geelkerken · Países Bajos        | Nicola Vespasiani · Francesco Vespasiani · Italia  |
| XXXV   | 2019      | Balatón · ( Hungría)          | Szabolcs Majthényi · András Domokos · Hungría       | Jörn Borowski · Bodo Borowski · Alemania           | Jørgen Bojsen-Møller Jacob Bojsen-Møller Dinamarca |
| XXXVI  | 2024      | Cádiz · ( España)             | Szabolcs Majthényi · András Domokos · Hungría       | Kay-Uwe Lüdtke · Kai Schäfer · Alemania            | Kilian König · Johannes Brack · Alemania           |

1. 1 2 3  En esta edición se permitió la participación de regatistas de otros continentes.

## Medallero histórico
- Actualizado hasta Cádiz 2024.

| Núm. | País         | Oro | Plata | Bronce | Total |
| ---- | ------------ | --- | ----- | ------ | ----- |
| 1    | Reino Unido  | 10  | 2     | 2      | 14    |
| 2    | Hungría      | 8   | 1     | 1      | 10    |
| 3    | Dinamarca    | 6   | 4     | 2      | 12    |
| 4    | Alemania     | 3   | 14    | 9      | 26    |
| 5    | Francia      | 2   | 1     | 3      | 6     |
| 6    | Suiza        | 2   | 1     | 1      | 4     |
| 7    | Italia       | 2   | 0     | 2      | 4     |
| 8    | España       | 1   | 3     | 1      | 5     |
| 9    | Canadá       | 1   | 1     | 1      | 3     |
| 10   | URSS         | 1   | 0     | 0      | 1     |
| 11   | Noruega      | 0   | 2     | 0      | 2     |
| 12   | Países Bajos | 0   | 1     | 4      | 5     |
| 13   | Austria      | 0   | 1     | 2      | 3     |
| 14   | Australia    | 0   | 0     | 2      | 2     |
| 15   | Japón        | 0   | 0     | 1      | 1     |
|      | TOTAL        | 36  | 31    | 31     | 98    |

1. ↑  Incluye las medallas obtenidas por la RFA y la RDA entre 1949 y 1990.
2. 1 2 3  Estos campeonatos son abiertos a regatistas de otros continentes.